# Пятраускас, Эвалдас
Э́валдас Пятра́ускас (лит. Evaldas Petrauskas; 19 марта 1992, Шилуте, Литва) — литовский боксёр-любитель, бронзовый призёр Олимпийских игр 2012 года в весовой категории до 60 кг.

## Биография
Рос в деревне Тракседжяй (лит. lt:Traksėdžiai) в 2 км от Шилуте, там же учился в начальной школе.
В 7 лет начал заниматься боксом в спортивной школе города Шилуте. Первый тренер — Винцас Мураускас.
С 2008 года тренируется в Литовском олимпийском спортивном центре под руководством Владимира Баева.
В 2009 году завоевал золотую медаль на Европейском чемпионате среди юниоров в городе Щецине.
В 2010 году завоевал серебро на чемпионате мира среди юниоров в городе Баку. В том же году завоевал золотую медаль на юношеских Олимпийских играх в Сингапуре.
В полуфинале Олимпийских игр 2012 года Пятраускас проиграл корейцу Хан Сун Чхолю и получил бронзовую медаль в весовой категории до 60 кг.

## Семья
Отец — Альгис Пятраускас, работает механиком-водителем в торфодобывающем предприятии «Šilutės durpės». Мать — Светлана Пятраускене, родом из Ивановской области, работает лаборанткой на том же предприятии.
У Эвалдаса есть два брата: старший Арвидас и младший Лукас. Лукас тоже занимается боксом.

## Награды
- Офицерский крест ордена «За заслуги перед Литвой» (16 августа 2012 года).
- «Lietuvininkų viltis» — премия самоуправления Шилутского района.